# Marchez noir
Cet article possède un paronyme, voir Marché noir.
Marchez noir est le premier album solo d'Amazigh Kateb sorti le 17 octobre 2009, date symbolique qui fait référence aux évènements ou Massacre du 17 octobre 1961.
Dans cet album, il reprend deux poèmes écrits par son père dans sa jeunesse, dans L'Œuvre en fragments (1986), dont Africain, chanté en français et arabe, et dit à la manières des Gnawas et Bonjour,. Il s'agit aussi pour lui, au moment de sa séparation du groupe Gnawa Diffusion, d'une œuvre autobiographique sur ses 20 ans de vie en France. Il chante bonjour en français, mais avec un accent volontairement algérien, en y roulant fortement les r
La sortie de cet album est l'occasion pour le musicien d'entamer une tournée en France.
Les deux chansons de l'album Michel Choukrane et Kouma sont utilisées pour illustrer un reportage sur les Crânes algériens au Musée de l'Homme, le casse-tête de la mémoire coloniale de l'émission Comme un bruit qui court sur France Inter.
L'album est choisi parmi quelques références dans la sélection discographique de l'ouvrage sociologique « Rebel Music: Race, Empire, and the New Muslim Youth Culture » de Hisham Aidi.

## Titres
| 1.    | Bonjour          | 3:53 |
| 2.    | Koma             | 5:00 |
| 3.    | Dima ntou        | 4:59 |
| 4.    | Africain         | 4:57 |
| 5.    | Chante avec moi  | 4:42 |
| 6.    | Amral' guerba    | 4:56 |
| 7.    | Mociba           | 8:03 |
| 8.    | Michel Choukrane | 3:32 |
| 9.    | Sans histoire    | 4:19 |
| 10.   | I wanna tcheefly | 4:31 |
| 11.   | Dounia           | 5:55 |
| 12.   | Ma tribu         | 6:05 |
| 61:00 |                  |      |